# Musée en Herbe
 (août 2018).
Le musée en Herbe est un musée parisien géré par une association loi de 1901, reconnue d'intérêt général, subventionnée par la mairie de Paris, soutenue ponctuellement par l'État, la région Île-de-France, des artistes et des particuliers.
Précurseur en médiation culturelle à destination du jeune public, le musée a été fondé en 1975 au Jardin d'acclimatation avec l'aide de la Fondation de la vocation.
Persuadé que l'art est un vecteur de lien social, le musée en Herbe a pour vocation d'initier le plus grand nombre en utilisant une médiation et une scénographie qui lui sont propre.
Depuis 2016 il est situé au 23 rue de l'Arbre-Sec dans le 1er arrondissement de Paris.

## Présentation du Musée en Herbe
Le musée en Herbe présente des expositions artistiques accessibles de 3 à 103 ans.
La pédagogie du musée, basée sur le jeu et l'humour, développe la sensibilité et la curiosité des visiteurs. Des jeux d'observation, d'imagination, d'identification permettent aux enfants de découvrir les œuvres d'art et les objets exposés. Un livret-jeu les guide tout au long du parcours, favorisant ainsi la visite autonome des expositions.
Des visites animées à destination des adultes sont également proposées.
Parallèlement aux expositions, le musée en Herbe fait également profiter les enfants, dès 2 ans et demi, de son savoir-faire grâce aux ateliers d’art plastique. Encadrés par un plasticien, les artistes en herbe explorent une œuvre d’art et utilisent différents matériaux et techniques.